# 절고

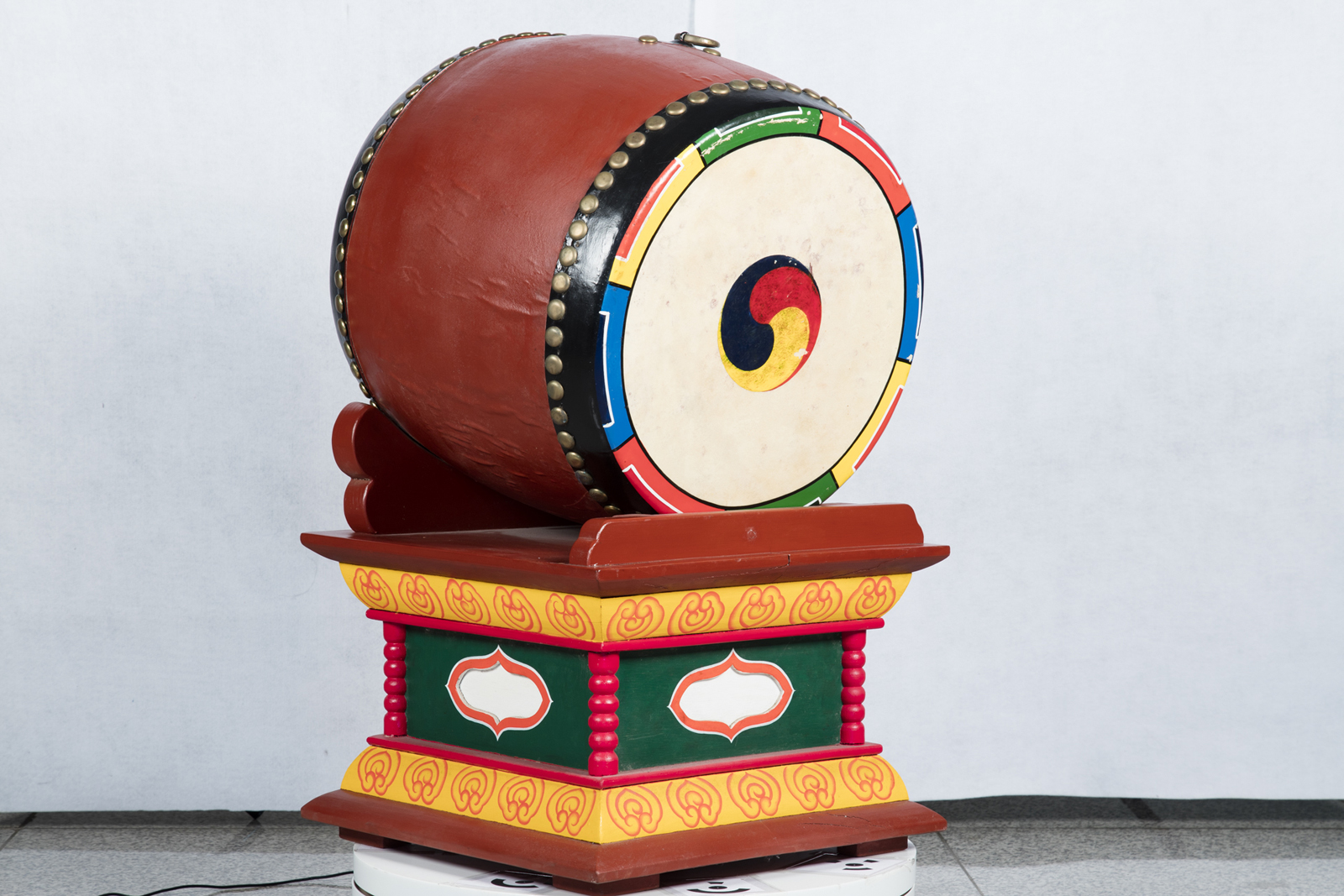
절고(節鼓)는 조선 초기부터 궁중에서 아악의 등가(登歌)에 사용하던 대표적인 아악기(雅樂器)이다.

절고(節鼓)는 조선 초기부터 궁중에서 아악의 등가(登歌)에 사용하던 대표적인 아악기(雅樂器)이다. 8음(音)에 의한 악기분류법에 따르면 혁부(革部)에 속하고, 음악의 계층에 의한 분류법으로는 아부(雅部)에 속하며, 연주법에 의한 분류법으로는 타악기 또는 피명악기(皮鳴樂器)에 속한다. 『악학궤범(樂學軌範)』에 의하면 북통을 올려놓는 4각의 대(臺) 중앙에, 적당한 크기의 홈을 파고 그 구멍에 북통의 한 모서리를 집어넣어 북을 고정시켰다. 따라서 북면은 비스듬히 위를 향하게 된다. 그러나 현재는 대 위에 북통을 그냥 올려놓고 옆에서 치도록 되어 있다. 우리나라에 최초로 도입된 1116년(예종 11) 대성아악(大晟雅樂)의 등가에 절고 대신 박부(搏?) 둘이 포함되어 있다. 따라서 우리나라에서 절고가 최초로 사용된 시기는 세종 12년에서 14년 사이로 보인다. 『세종실록(世宗實錄)』 권128 길례서례(吉禮序禮)의 악기도설과 『세종실록』 12년 3월의 아악 기사에는 박부와 절고가 모두 보이지 않다가,『세종실록』 14년 7월의 대제학 정초(鄭招)의 상서 가운데에 절고의 이름이 최초로 언급되기 때문이다. 세종 이래 모든 아악의 등가와 종묘(宗廟)ㆍ영녕전(永寧殿)의 등가에서 사용되었으며, 지금도 <문묘제례악(文廟祭禮樂)>과 <종묘제례악(宗廟祭禮樂)>의 등가에 편성된다. 등가악을 시작할 때와 끝낼 때에 쓰일 뿐만 아니라 주악 중에도 간간이, 즉 <문묘제례악>에서는 4자 1구의 끝 자마다 두 번씩, <종묘제례악>에서는 등가악인 <보태평>의 매악절마다 첫 박에 한 번씩 절고를 친다.
 이 문서에는 국립국악원에서 공공누리 제1유형으로 배포된 자료를 바탕으로 한 내용이 포함되어 있습니다. 